# 真土大塚山古墳
真土大塚山古墳（しんどおおつかやまこふん）は、神奈川県平塚市真土にあった古墳。出土資料は平塚市指定重要文化財に指定されている。現在では墳丘は失われている。
墳形については双方中円墳説・前方後円墳説・前方後方墳説があるが、墳丘調査が行われないまま消滅したため明らかでない。

## 発見と発掘の経緯
1935年（昭和10年）3月18日、地元の住民が松の根を掘っている最中に鏡、銅鏃、銅鐸、直刀などが出土した。3月20日には現地調査が行われ、更に翌1936年（昭和11年）1月に墳丘の測量と発掘調査が行われた。
1960年（昭和35年）、改めて墳丘の測量と発掘調査が行われた。2016年（平成27年）には再調査により、双方中円墳とする説が浮上した。
現在では、古墳跡の北側の真土大塚山公園内に墳丘が再現されている。

## 立地
真土大塚山古墳は、相模湾に沿った砂丘列の上に造られた。海抜19.5メートルの場所にあり、発掘時、周辺にあった水田との標高差は11メートルあったといい、周囲の低地帯の中では一番高い位置にあった。古墳は砂丘の砂地を削り出して整形し、その上に盛土をしていた。砂丘の砂地に造られたこともあって、戦前の発掘時には、真土大塚山古墳のことを「砂丘墳」とも呼んだ。
古墳造営当時、古墳周辺は砂丘地であり、生産性は低かったとみられ、周囲からは大きな集落跡も見つかっていないが、相模湾とともに相模川の河口に近い位置にあり、交通の要衝に造営された古墳であるとみられている。

## 構造
真土大塚山古墳は2度にわたり発掘調査がおこなわれ、墳丘の測量調査と埋葬施設の調査が行われたが、墳丘にトレンチを入れるなどの墳丘本体の調査は実施されなかった。測量調査の結果、双方中円墳説、前方後円墳説の両説が出され、後に調査結果を詳細に再検討した研究者から、前方後方墳説が出されたが、実際の墳丘がどのような形であったのか、調査されることもなく消滅してしまい、今となっては真土大塚山古墳が実際にどのような形をしていたのか、知ることができなくなってしまった。
葺石については、1960年の発掘時に、墳頂部から握りこぶしの石が見つかったため、存在したとの説もあるが、1936年の調査では全く葺石については言及されていないこともあって確実性に欠ける。段築については不明で、埴輪の出土はなく、周濠も存在しない。
埋葬施設は墳丘中央部の地表下75～80センチメートルのところに粘土槨、そして1.3メートル付近には木棺直葬がされていたと見られている。

## 出土品

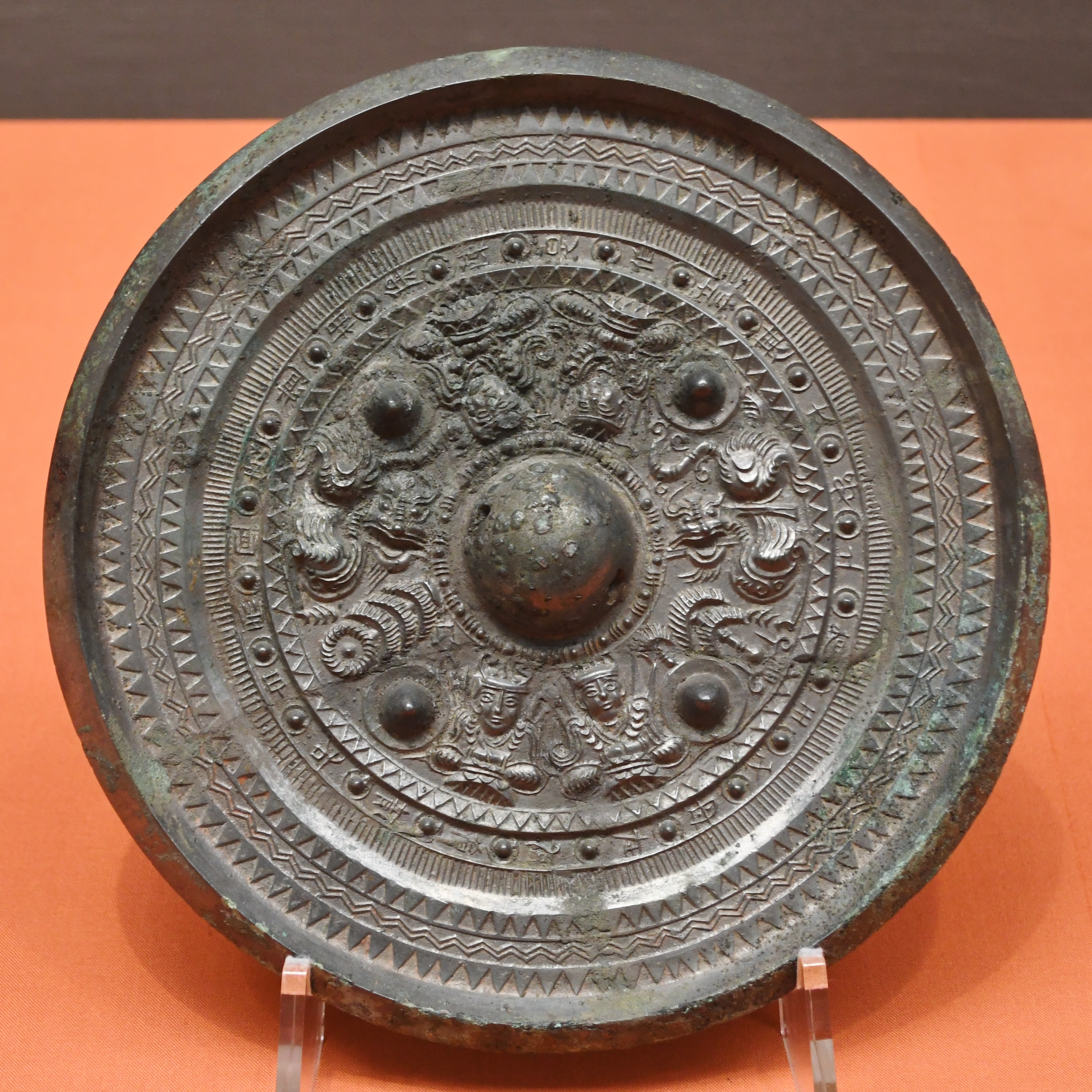
三角縁四神二獣鏡東京国立博物館展示。

木棺直葬の主体部から出土品としては戦前の発掘時に三角縁神獣鏡、管玉・巴形銅器、銅器2、多数の銅鏃39、鉄斧2、剣の破片1、刀の破片1、土器の破片であった。三角縁神獣鏡は京都府の椿井大塚山古墳で出土したものと同笵鏡で、土器片は弥生時代末から古墳時代初頭にかけてのものとみられている。
粘土槨から戦後の発掘時には変形四獣鏡1、水晶製勾玉1、水晶製算盤玉2、ガラス玉150、銅鏃1、銅鐸3、槍鉋（やりがんな）1、土器片が出土した。やはり土器片は弥生時代末から古墳時代初頭のものと見られている。
戦前の出土品はそのほとんどが東京国立博物館に、戦後の出土品は平塚市博物館に所蔵されている。

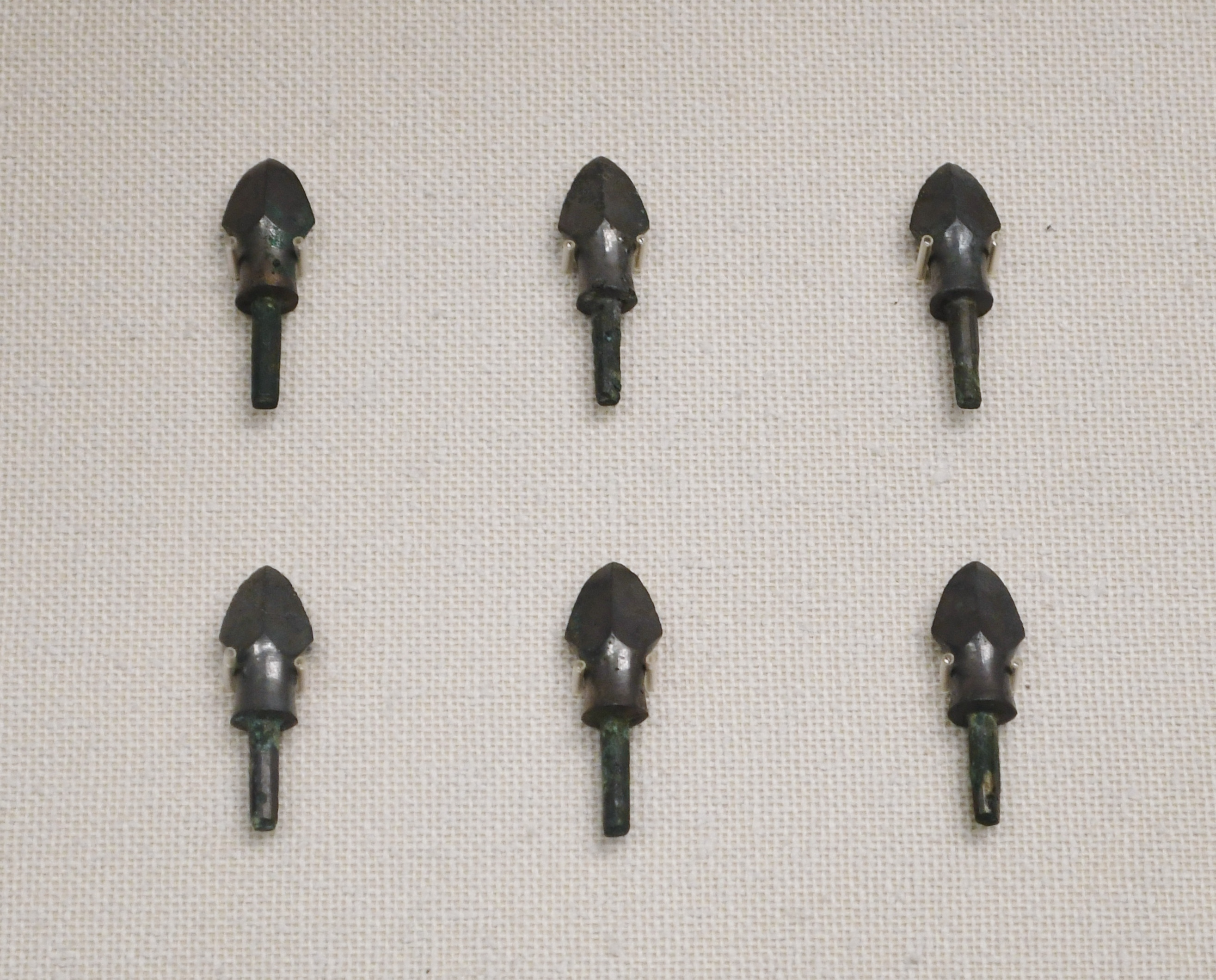
銅鏃 東京国立博物館蔵、松戸市立博物館企画展示時に撮影。

- 銅鏃
東京国立博物館蔵、松戸市立博物館企画展示時に撮影。

## 特徴
古墳本体の調査が行われないうちに消滅したため、墳形が不明のままであることなど全容がつかめたとは言いがたいが、三角縁神獣鏡の出土などから、畿内との強い結びつきがあった人物が葬られた古墳であることは間違いないと見られている。出土品の内容などから、古墳の築造時期は3世紀末から4世紀半ば頃、または4世紀後半頃と考えられており、神奈川県内では秋葉山古墳群と長柄桜山古墳群をつなぐ時期に造営された可能性が高い。相模川の河口近くという真土大塚山古墳の立地条件から考えて、海上交通路の近くに造営された長柄桜山古墳群との類似性が特に注目される。
相武国造に繋がる豪族と見る説もあるが、相模川より西域は一般に師長国造の領域とされる。

## 文化財

### 平塚市指定文化財
- 重要文化財（有形文化財）
  - 変形四獣鏡他 真土大塚山古墳出土資料 一括（考古資料） - 2010年（平成22年）2月1日指定[3]。